# NGC 1705
NGC 1705は、がか座の特異銀河（peculiar galaxy）（またはレンズ状銀河）である。この銀河は、かじき座銀河群（Dorado Group）のメンバーである。